# Bocca bianca, bocca nera
Bocca bianca, bocca nera è un film pornografico del 1986 diretto da Arduino Sacco. Si tratta dell'ultimo film con Ajita Wilson.

## Trama
La vicenda si svolge quasi interamente in uno yacht. Marina, donna matura, e Ajita, sensuale donna di colore, si contendono Gabriel, sfruttando le loro abilità nel sesso orale. Alla fine sarà Ajita a conquistare Gabriel.